# Abdij Lilbosch
De Abdij Lilbosch is een cisterciënzer abdij van de trappisten in het Nederlands-Limburgse Echt in de wijk Liboscherveld.
De abdij voorziet grotendeels in haar levensonderhoud door een eigen boerderij (ruim 110 ha.: akkerbouw, scharrelvarkens, zoogkoeien en een imkerij). De landbouw en teelttechnieken zijn zo veel mogelijk biologisch. Naast het landbouwareaal heeft de abdij nog zo'n 30 ha. natuur in beheer.

## Geschiedenis
De Lilbosch begon in de 17e eeuw als een ontginningsgebied in het Heiselaarbroek. Aanvankelijk had men weinig succes met de ontginning en de pachter verliet het gebied weer.
In 1699 kreeg de legerkapitein Etienne de Pavinowitz het gebied geschonken voor bewezen diensten aan de Spaanse koning. Er werd een hoeve gebouwd waarin zich waarschijnlijk een herenkamer bevond voor de familie De Pavinowitz. De familie verkocht de Lilbosch in 1765 aan de scholtis Van der Leeuw.
In de 19e eeuw was het goed zwaar verwaarloosd. Intussen was de derde abt van het klooster de Achelse Kluis, dom Bernardus Maria van der Seyp, op zoek naar een uitbreidingslocatie vanwege de toename van het aantal nieuwe kandidaten. In 1883 werd daartoe het vervallen goed Lilbosch aangekocht.
De eerste groep stichters arriveerde in 1883 in Echt. De monniken gingen zich bezighouden met landbouw en het ontginnen van de omgeving. De nieuwe abdijgebouwen, waaronder de kapel, werden in neogotische stijl opgebouwd. In 1887 werd de boerderij met werkplaatsen gebouwd. Van de oorspronkelijke hoeve van De Pavinowitz zijn restanten bewaard gebleven in het poortgebouw.
De nieuwe stichting floreerde en in 1912 werd Lilbosch tot abdij verheven, met Dom Victor van den Eynden als eerste abt. Het juvenaat was in 1894 uitgegroeid tot een internaat en vormde samen met het gymnasium het Bernarduscollege. In 1902 verrees er een gastenverblijf.
Vanwege de zware schade die het complex opliep tijdens de Tweede Wereldoorlog werd een groot deel van het complex nadien herbouwd in een vroeggotische stijl. De oorspronkelijke kapel werd in 2012-2013 gerenoveerd.
Het gastenverblijf werd later het restaurant Hof van Herstal. Bij de abdij herinneren een kapel in een bunker en een vliegtuigmonument aan de Tweede Wereldoorlog. In 1968 werd een deel van de abdijgrond verkocht ten behoeve van de bouw van de Pepijnklinieken.
In 2003 werd de Tegelse cisterciënzerabdij "Onze Lieve Vrouw Onbevlekt Ontvangen" (ook bekend als de "Abdij Ulingsheide") een dependance van de abdij Lilbosch.
De abdij telt momenteel (2019) 14 monniken.

## Natura 2000
De abdij maakt deel uit van het Natura 2000-gebied Abdij Lilbosch & voormalig Klooster Mariahoop vanwege de vleermuiskoloniën.

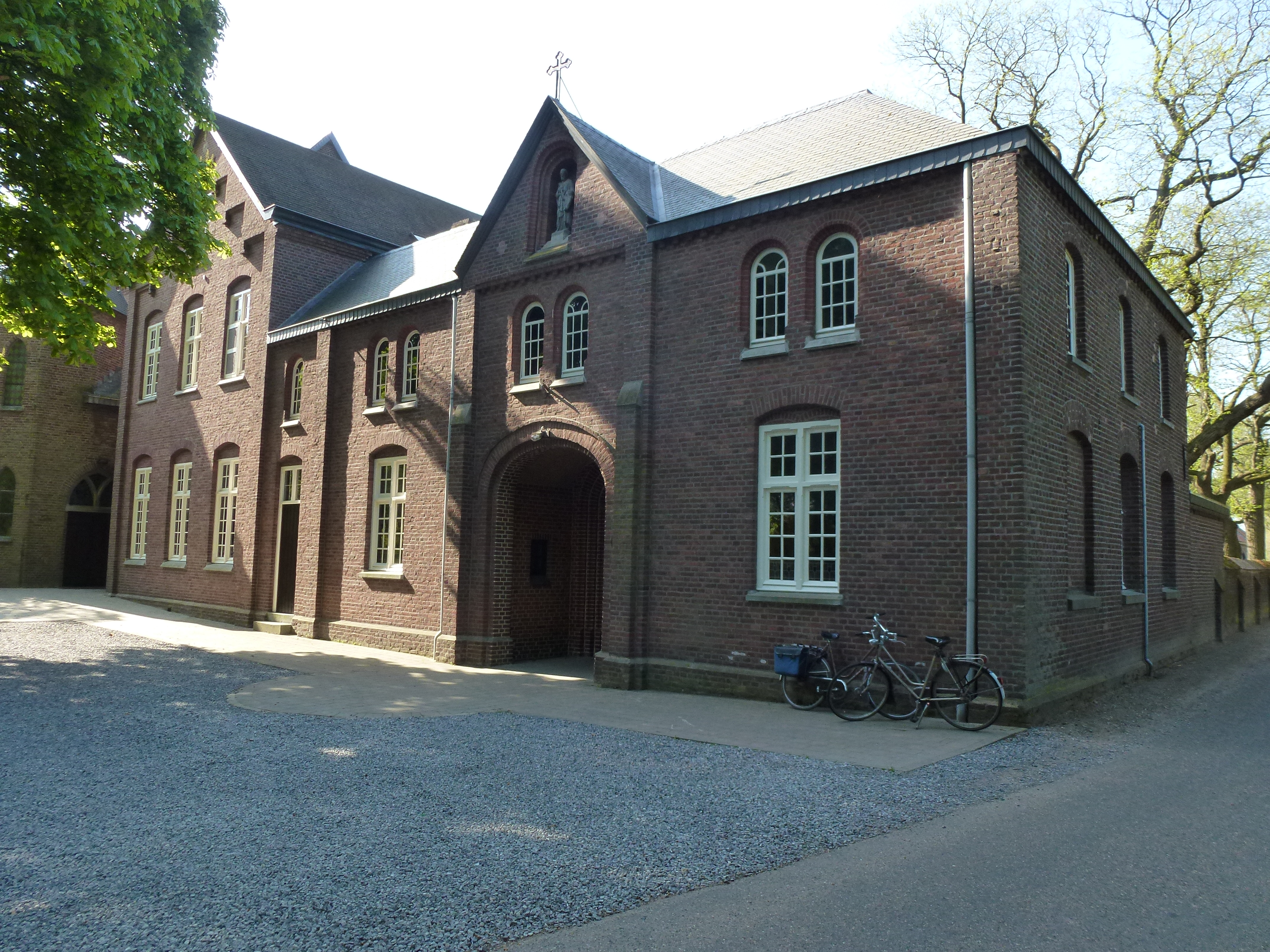
Hoofdingang met rechts bezoekersvleugel
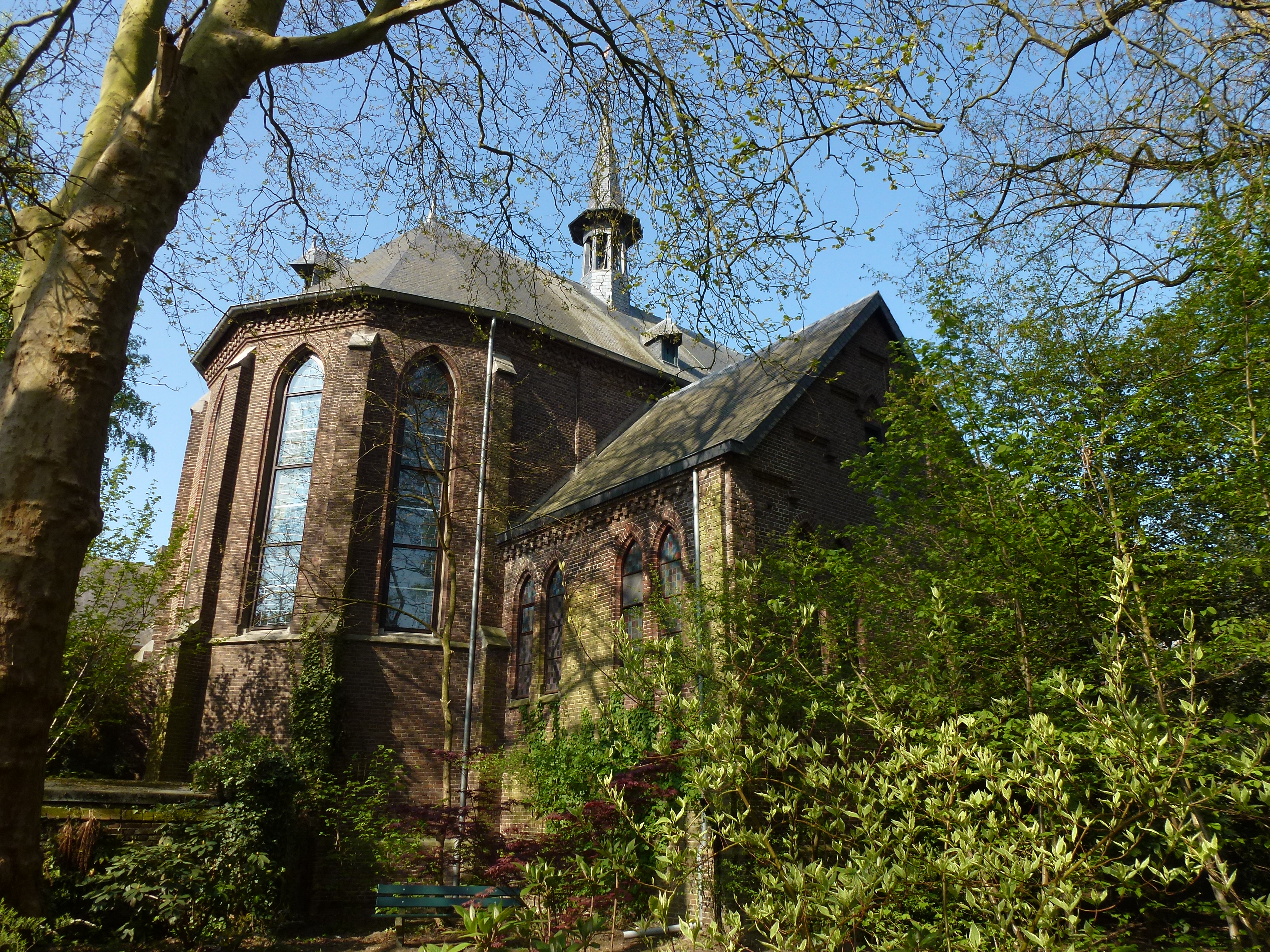
Abdijkerk, exterieur, priesterkoor
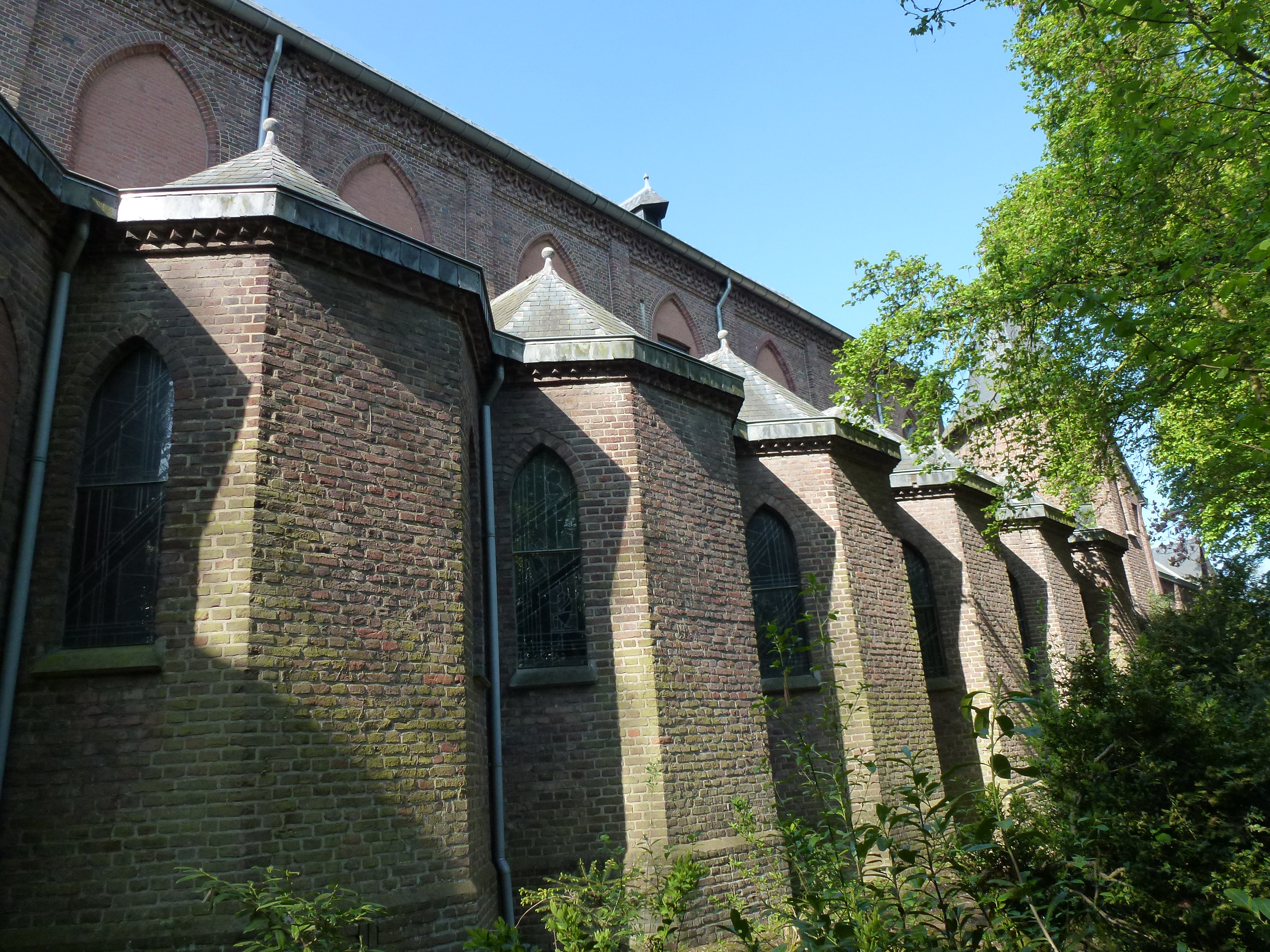
Abdijkerk exterieur, rij zijkapellen (misnissen)
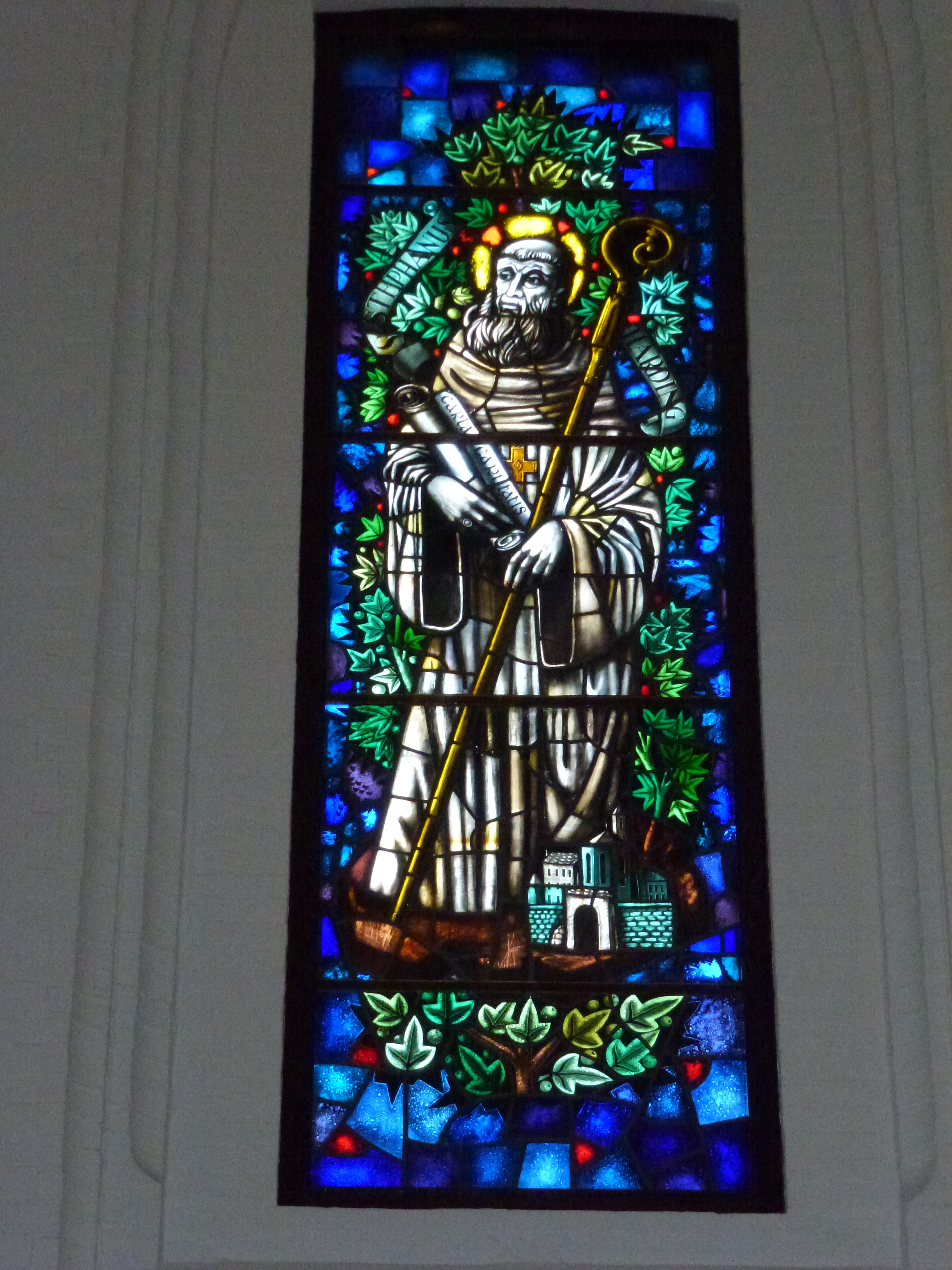
Abdijkerk, een van de ramen
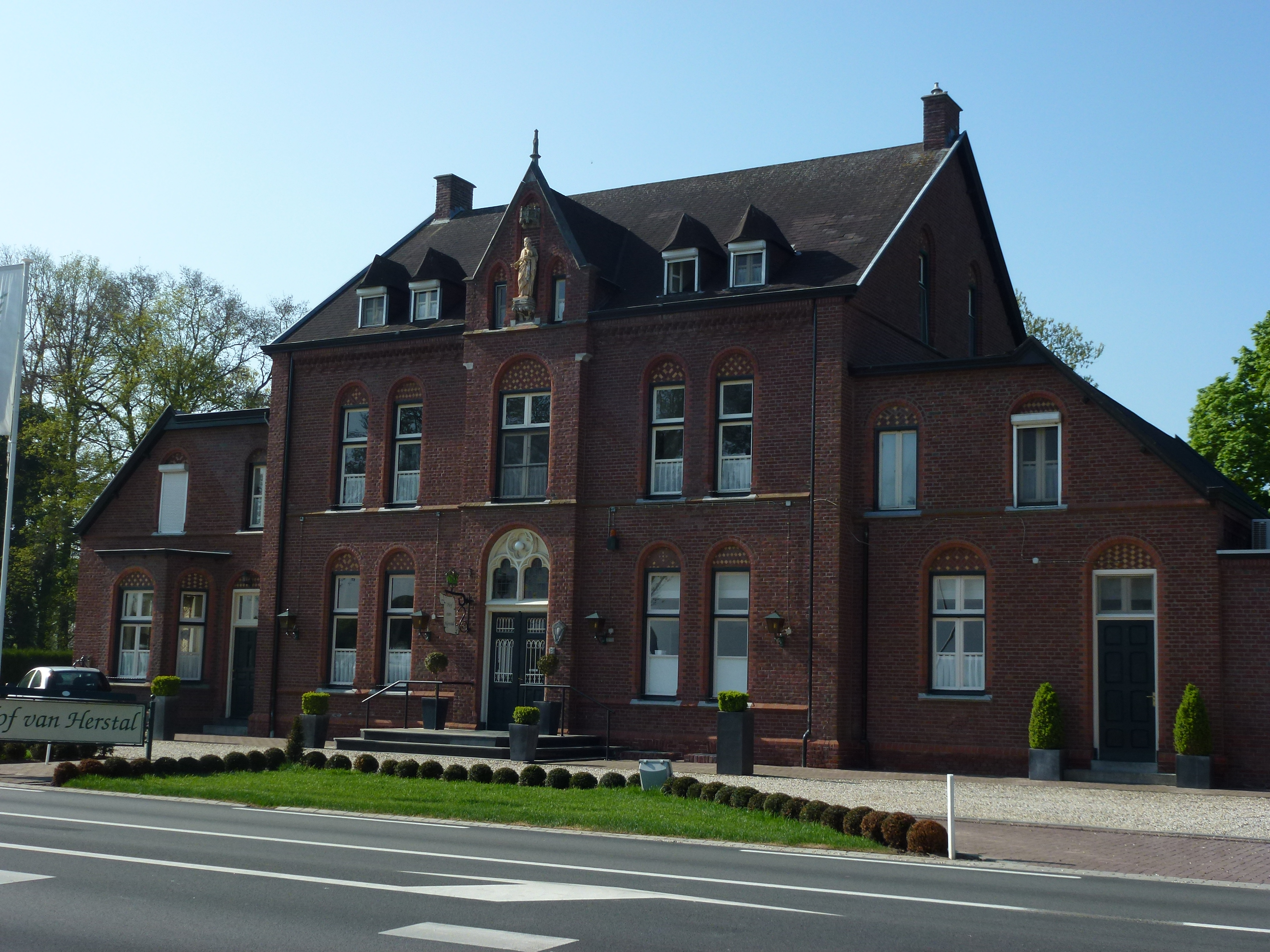
Hof van Herstal, voormalig gastenverblijf van de abdij

## Trivia
- In Tilburg west bevindt zich de Abdij van Lilbosstraat, vernoemd naar de Abdij.